# Bulbophyllum undatilabre
Bulbophyllum undatilabre är en orkidéart som beskrevs av Johannes Jacobus Smith. Bulbophyllum undatilabre ingår i släktet Bulbophyllum och familjen orkidéer. Inga underarter finns listade i Catalogue of Life.